# Anne of Green Gables (film, 1919)
Pour les articles homonymes, voir Anne of Green Gables.
Pour plus de détails, voir Fiche technique et Distribution.
Anne of Green Gables est un film muet américain réalisé par William Desmond Taylor, sorti en 1919.
Il s’agit de la première adaptation au cinéma du roman pour la jeunesse Anne… la maison aux pignons verts de Lucy Maud Montgomery (1908). Une deuxième version sera tournée en 1934.

## Synopsis
Un frère et une sœur âgés célibataires, Marilla et Matthew Cuthbert, adoptent Anne Shirley, une orpheline qui va habiter dans leur ferme, Green Gables (Les Pignons Verts). Au début, Marilla a du mal à accepter le caractère vivace d'Anne, mais lentement l'enfant fait son chemin dans leur cœur et finit par être aimée comme leur propre fille.
L'histoire relate les nombreuses aventures que vit Anne au fil des années, de l'enfance à la majorité. Après l'obtention de son diplôme, Anne devient l'enseignante d'Avonlea, et l'argent gagné lui permet de payer l'opération qui va redonner la vue à Marilla, vue perdue à cause d'une maladie. Le film se termine avec le mariage entre Anne et Gilbert Blythe.

## Fiche technique
- Titre : Anne of Green Gables
- Réalisation : William Desmond Taylor
- Scénario : Frances Marion d'après le roman Anne… la maison aux pignons verts de Lucy Maud Montgomery (1908)[1]
- Photographie : Hal Young
- Société de production et de distribution : Realart Pictures Corporation (États-Unis)
- Pays : États-Unis
- Genre : Comédie dramatique
- Durée : 60 min
- Date de sortie :
  - États-Unis : 23 novembre 1919

## Distribution
- Mary Miles Minter : Anne Shirley
- Paul Kelly : Gilbert Blythe
- Marcia Harris : Marilla Cuthbert
- Frederick Burton : Matthew Cuthbert
- F.T. Chailee : Abednego Pie
- Leila Romer : Mme Pie
- Lincoln Stedman : Jumbo Pie
- Hazel Sexton : Josie Pie
- Russell Hewitt : Anthony Pie
- Albert Hackett : Robert
- Laurie Lovelle : Diana Barry
- Carolyn Lee : Mme Barry
- Jack B. Hollis : le révérend Figtree